# Tire pas sur mon collant
Pour plus de détails, voir Fiche technique et Distribution.
Tire pas sur mon collant est un film français réalisé par Michel Lemoine en 1978.

## Synopsis
Joëlle et Béatrice sont deux jeunes secrétaires très amies, habitant à Montmartre. Lors d'un quiproquo, elles sont invitées à la place de la fille de leur patron à Marrakech. Pendant deux semaines à un hôtel, elles vont faire le jeu de la séduction avec la jeune gent masculine...

## Fiche technique
- Réalisation : Michel Lemoine, assisté d'Olivier Mathot
- Production : Denise Petitdidier, Georges Glass, Claude Giroux, Jacques Ristori de la Riventosa, Michel Lemoine, Les Productions du Daunou
- Genre : comédie
- Durée : 100 minutes
- Année : 1978
- Date de sortie en salles : 27 septembre 1978
- Pays :  France

## Distribution
- Vanessa Vaylord : Joëlle
- Corinne Corson : Béatrice
- Jérôme Foulon: Olivier
- Jean-Luc Autret : Laurent
- Olivier Denville : Guillaume
- Olivier Mathot : Monsieur Birman
- Valérie Dréville : Muriel
- Jean-Marie Bon : Monsieur Bishop
- Doudou Babet : L'homme du haras
- Katy Amaizo : La collègue de bureau
- Dominique Lablanche : La directrice de personnel
- Chantal de Béchade : La femme au dîner
- Janine Reynaud : Madame de Tourville
- Jacques Ristori : Jean-Pierre de Tourville
- France Lopard : La jolie brune
- Isabelle Semanaz : La secrétaire de direction
- Cassandre Mara : Une collègue de bureau
- Sophie Boudet : La femme à la jaguar
- Catherine Flobert
- Georges Glass

## Autour du film
- Malgré son titre et affiche, le film ne traite pas du tout de collants (se déroulant en plus au Maroc dans un climat chaud). Le titre vient d'une réplique du personnage de Béatrice vers la fin de l'histoire. Malgré cela, c'est le personnage de Joëlle qui porte un collant (rose, jamais vu dans le film) sur l'affiche.